# باردوویک
باردوویک (به آلمانی: Bardowick) یک منطقهٔ مسکونی در آلمان است که در لونبورگ واقع شده‌است. باردوویک ۶٬۰۶۸ نفر جمعیت دارد.